# سيرالونجا دي ألبا
سيرالونجا دي ألبا هي بلدية في مقاطعة كونيو في المنطقة الإيطالية بيدمونت تقع على بعد 60 كيلومتر (37 ميل) جنوب شرق تورينو و 45 كيلومتر (28 ميل) شمال شرق كونيو.
تقع سيرالونجا دي ألبا على حدود البلديات التالية: ألبا وكاستيجليون فاليتو وديانو دالبا و Monforte d'Alba ومونتيلوبو ألبيس ورودينو وسينيو.